# پرکسیتلیز
پرَکسیتِلیز (یونانی: Πραξιτέλης) که در منابع فارسی پراکسیتلس هم خوانده می‌شود، هنرمند پیکرتراش مشهور آتنی بود. او نام‌آورترین تندیس‌گر آتیک در سده چهارم پیش از میلاد مسیح و نخستین کسی‌ست که پیکر برهنه‌ای از زن آفریده است.